# Dasyphora asiatica
Dasyphora asiatica är en tvåvingeart som beskrevs av Zimin 1947. Dasyphora asiatica ingår i släktet Dasyphora och familjen husflugor. Inga underarter finns listade i Catalogue of Life.